# Empik (singel)
Empik – singel polskiego piosenkarza i rapera Kizo oraz rapera Białasa z albumu studyjnego Czempion. Singel został wydany 17 sierpnia 2018 roku. Tekst utworu został napisany przez Patryka Wozińskiego i Mateusza Karasia.
Nagranie otrzymało w Polsce status złotej płyty w 2021 roku.
Singel zdobył ponad 5 milionów wyświetleń w serwisie YouTube (2023) oraz ponad 1 milion odsłuchań w serwisie Spotify (2023).

## Nagrywanie
Utwór został wyprodukowany przez APmg. Za mix/mastering odpowiada EnZU. Tekst do utworu został napisany przez Patryka Wozińskiego i Mateusza Karasia.

## Twórcy
- Kizo, Białas – słowa[1][2]
- Patryk Woziński, Mateusz Karaś – tekst[1]
- APmg – produkcja[1][2]
- EnZU – mix/mastering[1][2]

## Certyfikaty
| Kraj          | Certyfikat  |
| ------------- | ----------- |
| Polska (ZPAV) | złota płyta |